# Csihun
A Csihun vagy Dzsihun koreai férfiutónév, mely a 20. század végén a tíz legnépszerűbb fiúnév között volt. 1970-ben a 3., 1980-ban és 1990-ben pedig a  leggyakrabban adott név volt. A 2000-es években is népszerű, 2008-ban a 2., 2009-ben a 3., 2011-ben pedig a 8. leggyakoribb fiúnév volt.

## Híres Csihunok
- Csong Dzsihun, Rain néven dél-koreai énekes és színész
- Csu Dzsihun, dél-koreai színész
- I Dzsihun, dél-koreai színész és énekes
- Ju Dzsihun, dél-koreai labdarúgó
- Kim Dzsihun, dél-koreai színész
- Kim Dzsihun, dél-koreai tornász
- Kim Dzsihun, dél-koreai ökölvívó
- Pek Csihun, dél-koreai labdarúgó
- Phjo Dzsihun, dél-koreai rapper, P.O néven a Block B együttes tagja